# Prozacový národ
Prozacový národ je německo-americký film režiséra Erika Skjoldbjærga z roku 2001. Je natočen podle stejnojmenné knihy od Elizabeth Wurtzel, kterou ve filmu ztvárnila Christina Ricci.

## Obsazení
| Christina Ricci      | Elizabeth Wurtzel |
| Jason Biggs          | Rafe              |
| Anne Heche           | Dr. Sterling      |
| Michelle Williamsová | Ruby              |
| Jonathan Rhys Meyers | Noah              |
| Jessica Lange        | Mrs. Wurtzel      |
| Jesse Moss           | Sam               |
| Nicholas Campbell    | Donald            |
| Lou Reed             | sám sebe          |